# Tapwave Zodiac
Tapwave Zodiac – palmtop oparty na Palm OS 5, stworzone przez Tapwave. Jest to pierwsza przenośna konsola do gier i multimediów, oparta na palmtopie. 
Tapwave zbankrutował 25 lipca 2005 i nie zapewnia już wsparcia dla tych urządzeń.